# Randens
Randens és un municipi francès situat al departament de la Savoia i a la regió d'Alvèrnia-Roine-Alps. L'any 2007 tenia 814 habitants.

## Demografia

### Població
El 2007 la població de fet de Randens era de 814 persones. Hi havia 329 famílies de les quals 98 eren unipersonals (35 homes vivint sols i 63 dones vivint soles), 106 parelles sense fills, 121 parelles amb fills i 4 famílies monoparentals amb fills.
La població ha evolucionat segons el següent gràfic:
Habitants censats

### Habitatges
El 2007 hi havia 452 habitatges, 340 eren l'habitatge principal de la família, 64 eren segones residències i 48 estaven desocupats. 369 eren cases i 83 eren apartaments. Dels 340 habitatges principals, 259 estaven ocupats pels seus propietaris, 80 estaven llogats i ocupats pels llogaters i 1 estava cedit a títol gratuït; 5 tenien una cambra, 29 en tenien dues, 41 en tenien tres, 111 en tenien quatre i 153 en tenien cinc o més. 248 habitatges disposaven pel capbaix d'una plaça de pàrquing. A 143 habitatges hi havia un automòbil i a 163 n'hi havia dos o més.

### Piràmide de població
La piràmide de població per edats i sexe el 2009 era:
| Homes | Edats   | Dones |
| ----- | ------- | ----- |
| 0     | 95 o +  | 0     |
| 0     | 90 a 94 | 8     |
| 4     | 85 a 89 | 4     |
| 4     | 80 a 84 | 4     |
| 8     | 75 a 79 | 8     |
| 36    | 70 a 74 | 24    |
| 28    | 65 a 69 | 40    |
| 12    | 60 a 64 | 28    |
| 20    | 55 a 59 | 8     |
| 28    | 50 a 54 | 28    |
| 20    | 45 a 49 | 20    |
| 24    | 40 a 44 | 20    |
| 16    | 35 a 39 | 24    |
| 12    | 30 a 34 | 40    |
| 32    | 25 a 29 | 16    |
| 4     | 20 a 24 | 16    |
| 24    | 15 a 19 | 16    |
| 28    | 10 a 14 | 20    |
| 28    | 5 a 9   | 16    |
| 16    | 0 a 4   | 12    |

## Economia
El 2007 la població en edat de treballar era de 476 persones, 341 eren actives i 135 eren inactives. De les 341 persones actives 318 estaven ocupades (169 homes i 149 dones) i 24 estaven aturades (5 homes i 19 dones). De les 135 persones inactives 65 estaven jubilades, 38 estaven estudiant i 32 estaven classificades com a «altres inactius».

### Ingressos
El 2009 a Randens hi havia 357 unitats fiscals que integraven 857 persones, la mediana anual d'ingressos fiscals per persona era de 18.435 €.

### Activitats econòmiques
Dels 23 establiments que hi havia el 2007, 5 eren d'empreses extractives, 1 d'una empresa alimentària, 1 d'una empresa de fabricació d'altres productes industrials, 9 d'empreses de construcció, 2 d'empreses de comerç i reparació d'automòbils, 1 d'una empresa de transport, 1 d'una empresa d'hostatgeria i restauració, 1 d'una empresa immobiliària, 1 d'una empresa de serveis i 1 d'una entitat de l'administració pública.
Dels 5 establiments de servei als particulars que hi havia el 2009, 1 era una fusteria, 2 lampisteries i 2 electricistes.
L'únic establiment comercial que hi havia el 2009 era una fleca.
L'any 2000 a Randens hi havia 7 explotacions agrícoles.

## Equipaments sanitaris i escolars
El 2009 hi havia una escola elemental.

## Poblacions més properes
El següent diagrama mostra les poblacions més properes.